# Hôpital du Saint-Esprit (Provins)
Pour les articles homonymes, voir Hôpital du Saint-Esprit.
L'hôpital du Saint Esprit est un ancien hôpital situé à Provins, en France.

## Description
L'hôpital du Saint-Esprit est caractérisé par sa salle basse, voûtée, appelée caveau du Saint-Esprit.

## Localisation
L'hôpital est situé dans la ville-haute de Provins, en Seine-et-Marne, au 36 rue de Jouy.

## Historique
L'hôpital du Saint-Esprit est fondé en 1177 par Henri Ier de Champagne.
Les six travées sud de la salle basse sont classées au titre des monuments historiques en 1937 ; les trois travées nord sont inscrites en 1968.